# اینگتا
اینگتا (به لاتین: Aingtha) یک منطقهٔ مسکونی در میانمار است که در ناحیه ماندالی واقع شده‌است.

## خصوصیات
اینگتا ۸۹ متر بالاتر از سطح دریا واقع شده‌است.